# Strathfoyle
Strathfoyle (Iers: Srath na Feabhail) is een plaats in het Noord-Ierse district Derry.
Strathfoyle telt 1578 inwoners. Van de bevolking is 15,2% protestant en 84,3% katholiek.